# Izoterma
Izoterma (grčki ισος - "isto", "jednako", i θερμη - "toplina") je izolinija temperature (crta iste temperature) ili crta koja na zemljopisnoj karti spajaju točke jednakih vrijednosti temperature (atmosfere, mora i drugog). Utjecaj opadanja temperature zraka s visinom uklanja se u višim predjelima redukcijom temperature zraka na morsku razinu, pa se dobiju međusobno usporedivi podatci u širim razmjerima (manji razmak između izotermi označava bržu promjenu temperature između pojedinih područja), što se koristi u prognoziranju vremena. Prvu kartu s ucrtanim izotermama objavio je A. Humboldt 1817. Koristi se u meteorologiji kako bi se na vremenskoj karti označila mjesta u kojima vlada jednaka temperatura. Razmak između izotermi daje uvid u obujam i brzinu promjena temperature u pojedinim područjima. Ovo je gradiranje temperature značajan podatak u prognoziranju vremena. Izoterme se koriste i u termodinamici.

## Izotermni proces
Izotermni proces je termodinamički proces, kvazistatička promjena stanja plina tijekom koje temperatura termodinamičkoga sustava ostaje konstantna, na primjer pri širenju ili kontrakciji plina uz dovođenje ili odvođenje topline takvom brzinom da se održi konstantna temperatura. Pri takvu se procesu ukupna dovedena ili odvedena količina topline pretvara u mehanički rad bez promjena unutarnje energije. U usporedbi s adijabatskim procesom, za istu promjenu temperature, rad izotermnog procesa je veći.
Izoterma je krivulja koja opisuje promjene tlaka i volumena pri izotermnom procesu.

### Boyle-Mariotteov zakon
Boyle-Mariotteov zakon opisuje istodobnu izotermnu (T = konstantno) promjenu tlaka i volumena plina. Volumen plina mijenja se s tlakom prema jednakosti: 
{\displaystyle \qquad p_{1}\cdot V_{1}=p_{2}\cdot V_{2}=...=p_{i}\cdot V_{i}}
odnosno:
{\displaystyle \qquad p\cdot V=konstanta}
za stalnu temperaturu (T = konstantno). Vrijednost konstante ovisi o temperaturi i količini plina. Dakle, na stalnoj temperaturi tlak i volumen plina obrnuto su razmjerni u zatvorenom plinskom sustavu. U p-V dijagramu Boyle-Mariotteov zakon prikazuje se izotermama. Ovdje su to hiperbole s temperaturom T kao parametrom. Boyle-Mariotteov zakon vrijedi u potpunosti za idealni plin, dok za realne plinove pri visokim tlakovima nastaju manji otkloni.